# William Smith (lutador)
William Smith (Portland, Oregon, 17 de setembro de 1928 — Humboldt, 21 de março de 2018) foi um lutador de luta livre norte-americano.

## Carreira
Foi vencedor da medalha de ouro na categoria de 67-73 kg em Helsínquia 1952.